# El mundo por de dentro
El mundo por de dentro   es el cuarto de los Sueños de Francisco de Quevedo. Fue escrito en 1612, aunque no vio la luz hasta 1627 en la edición de Sueños y discursos publicada en Barcelona. Su versión expurgada se publicó en 1631 dentro de los llamados Juguetes de la niñez.

## Análisis

El mundo por de dentro.

Es el discurso menos humorístico y más moralizador de Quevedo, quien deja muchos pasajes de la obra al juicio interpretativo de sus lectores. Desde el título se anuncia la voluntad de analizar el «mundo interior», ya que el madrileño hace unas aclaraciones importantes con respecto al mundo «por de fuera» y «por de dentro». Sin embargo, ello no exime a Quevedo de rechazar los modelos moralistas más próximos a su época para privilegiar los de la antigüedad pagana, como los socráticos.
En las primeras líneas de discurso se menciona la condición humana de acuerdo al ascetismo contra reformista, mientras que ya el segundo párrafo se convierte en una confesión personal sobre los errores mundanos del narrador. Todo este conjunto guarda gran similitud con el poema Heráclito cristiano, escrito por Quevedo años después. La narración toma, a partir de aquí, un sesgo alegórico y onírico matizado por dos personajes centrales: el joven, narrador ingenuo, y el viejo, guía y pastor de su pupilo.  El viejo representa la antiquísima tradición clásica de la Verdad, como Virgilio durante las escenas cumbres de la Divina Comedia dantesca.
La dinámica de todo el discurso plantea el conflicto, por momentos sin resolución, entre la ingenuidad y nobleza del joven que prefiere los placeres humanos frente al desengaño del viejo, que basa su experiencia en la vida y en la doctrina cristiana. La acción se ubica en una ciudad donde la universalidad de la hipocresía es uno de los temas fundamentales.  El viejo critica muchos aspectos del comportamiento social de los personajes, discurso fuertemente enraizado con la tradición judeocristiana. Quevedo satiriza especialmente las frustraciones sexuales y el machismo, asunto que ocupa casi la mitad de la obra.